# Yangyang
Der Landkreis Yangyang (kor.: 양양군, Yangyang-gun) befindet sich in der Provinz Gangwon-do in Südkorea. Der Verwaltungssitz befindet sich in der Stadt Yangyang-eup. Der Landkreis hatte eine Fläche von 629 km² und eine Bevölkerung von 28.032 Einwohnern im Jahr 2019.
Der Landkreis ist bekannt für seine Kiefernpilze und den Fischfang bzw. die Fischzucht.

Lage des Landkreises in Gangwon-do